# Madasumma vicina
Madasumma vicina är en insektsart som beskrevs av Lucien Chopard 1925. Madasumma vicina ingår i släktet Madasumma och familjen syrsor. Inga underarter finns listade i Catalogue of Life.